# 不動滝 (高森町)
不動滝（ふどうたき）は、長野県下伊那郡高森町にある滝。

## 地理
不動滝は、高森町の町名の由来となった本高森山（標高1,889メートル）を水源とする干水ノ沢（ひすいのさわ）にかかる。高さ50メートル、幅10メートルで、その規模は伊那谷随一である。滝の上は千畳敷と呼ばれる花崗岩の岩床であり、そこから豊富な量の水が流れ落ちる。その水は間もなく本沢と合流し、大島川として流下、天竜川へ注いでいる。

## 伝承

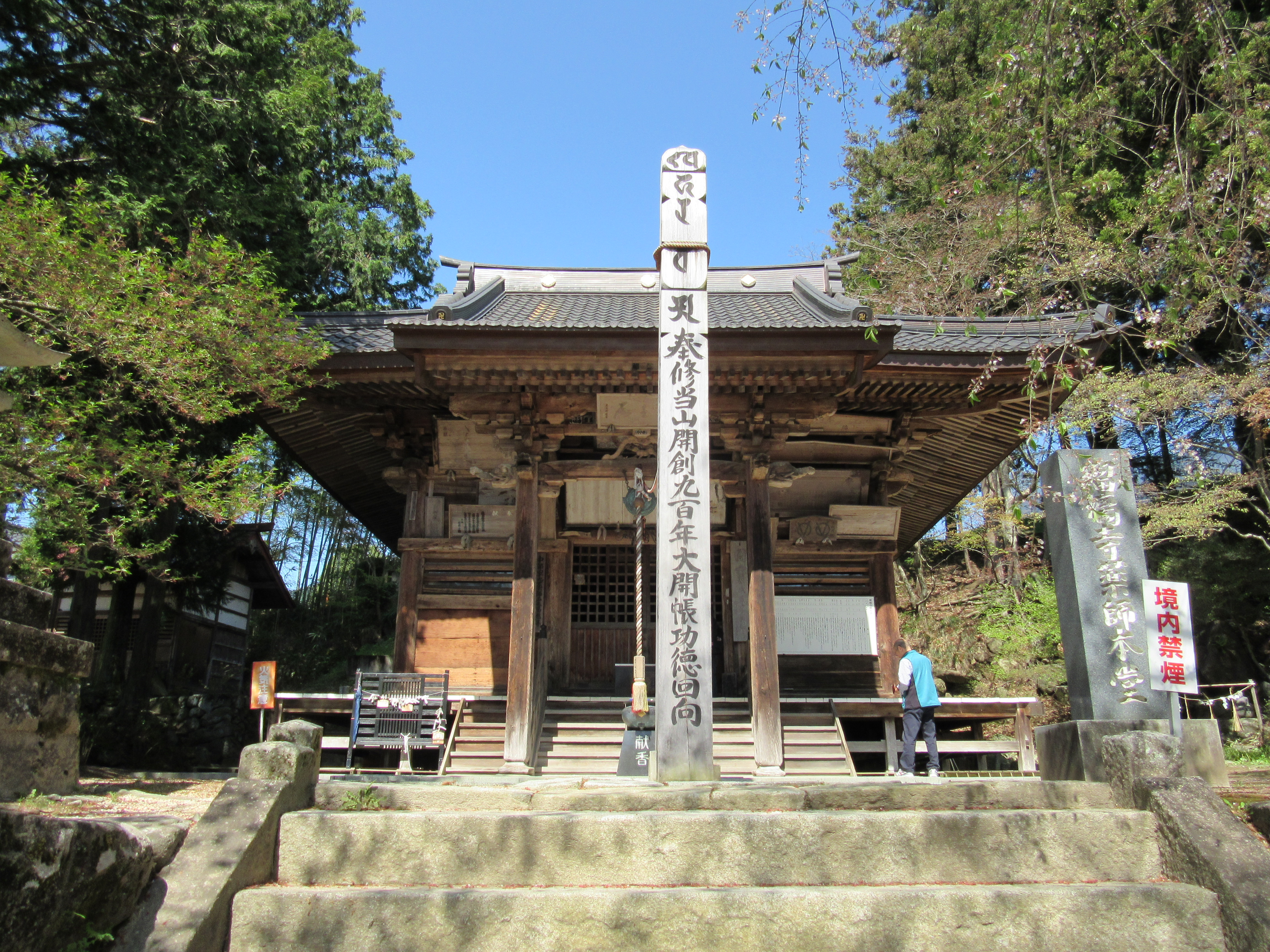
瑠璃寺

滝名の由来
不動滝には不動明王がまつられており、それが滝名の由来となっている。不動滝の下流にある瑠璃寺を1112年（天永3年）に創建した比叡山竹林院の観誉僧都（かんよそうづ）が、滝を見て感動を覚えたので、滝に不動明王をまつったという。
雨乞い伝説
不動滝には雨乞いの青獅子の伝説が伝わる。要約して以下に示す。
むかし、瑠璃寺を訪ねて京都からやってきた仏師が、住職からの依頼を受け、獅子舞の獅子を制作し始めた。不動滝で滝行をしつつ、ついに完成した獅子であったが、納得のいく出来映えではなかったため、滝壺に放り込んでしまった。すると真っ青になった獅子が水の中から姿を現し、辺りは猛烈な雷雨となった。

## アクセス

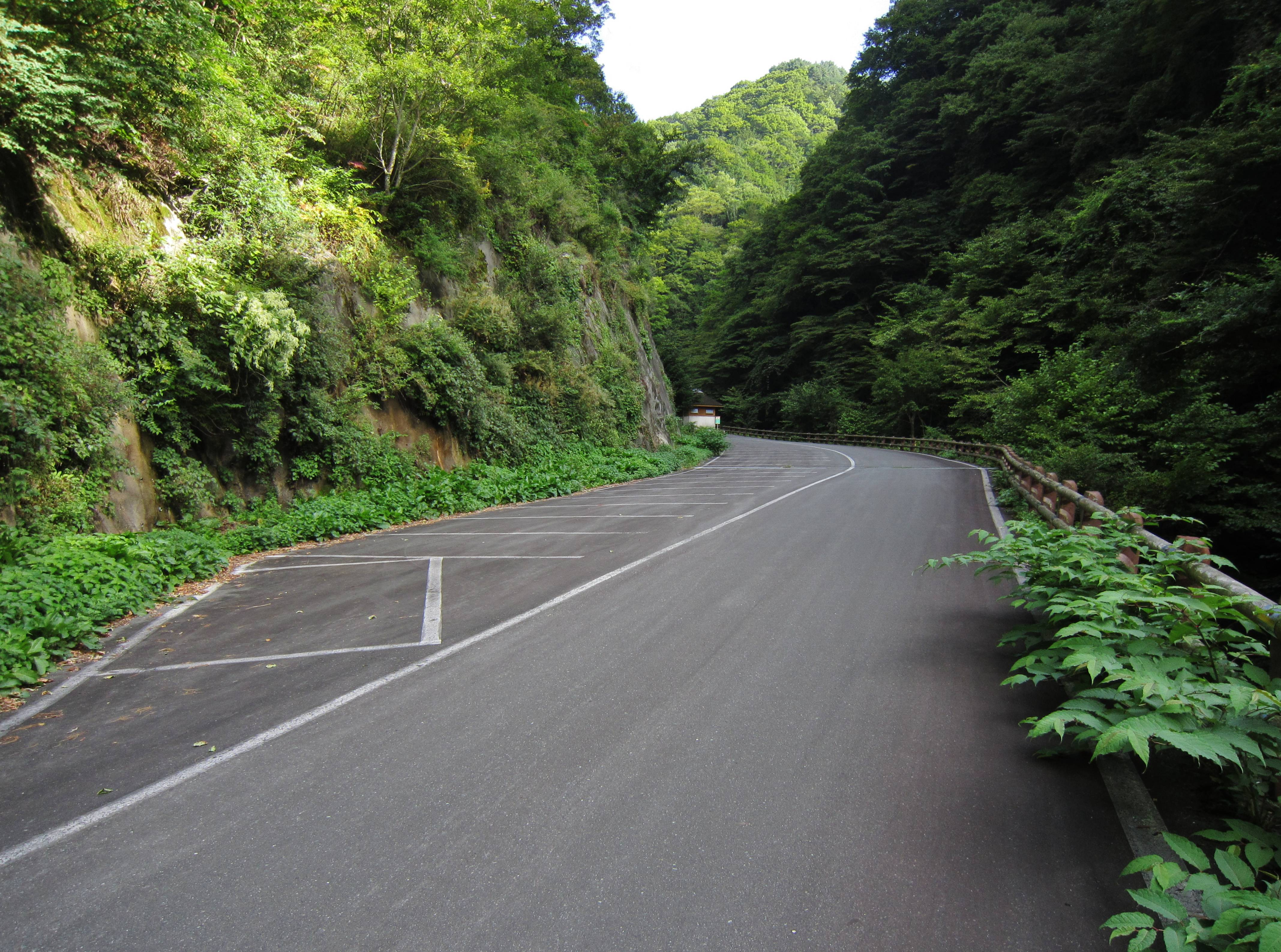
林道不動滝線
不動滝手前の駐車場

公共交通機関
JR飯田線・市田駅からタクシーで15分間。
自家用自動車
中央自動車道・松川インターチェンジから12キロメートル、25分間。普通車55台が駐車できる駐車場がある。